# Гордиенко, Иван Максимович
Иван Максимович Гордиенко (13 апреля 1920, Абганерово, Октябрьский район, Волгоградская область — 25 июля 1944, Польша) — старший лейтенант Рабоче-крестьянской Красной Армии, участник Великой Отечественной войны, Герой Советского Союза (1943).

## Биография
Иван Максимович Гордиенко родился 13 апреля 1920 года в селе Абганерово (ныне — Октябрьский район Волгоградской области) в семье служащего. Окончил три курса Сухумского историко-философского института. 
В 1941 году Гордиенко был призван на службу в Рабоче-крестьянскую Красную Армию. В 1942 году он окончил Махачкалинское военное пехотное училище, в 1944 году — курсы «Выстрел». С июня 1942 года — на фронтах Великой Отечественной войны. К октябрю 1943 года старший лейтенант Иван Гордиенко командовал 320-й отдельной разведротой 193-й стрелковой дивизии 65-й армии Центрального фронта.
15 октября 1943 года Гордиенко одним из первых переправился через реку Днепр в районе посёлка Лоев Лоевского района Гомельской области Белорусской ССР. Рота Гордиенко зашла во вражеский тыл и пулемётным и автоматным огнём поддержала атаку подразделений дивизии, уничтожив 4 немецких пулемёта. Затем, уничтожив немецкое охранение, рота способствовала продвижению вперёд советских частей.
Указом Президиума Верховного Совета СССР от 30 октября 1943 года за «образцовое выполнение боевых заданий командования на фронте борьбы с немецкими захватчиками и проявленные при этом мужество и героизм» старший лейтенант Иван Гордиенко был удостоен высокого звания Героя Советского Союза с вручением ордена Ленина и медали «Золотая Звезда» за номером 1532. Был также награждён орденом Красной Звезды.
Погиб в бою 25 июля 1944 года в Польше. Похоронен в населённом пункте Клешово к северу от города Пултуск.

## Награды
- Герой Советского Союза
- орден Ленина
- медаль «Золотая Звезда»
- орден Красной Звезды

## Память
В честь Гордиенко названа улица в Абганерово.